# 稚儿 (祭典)

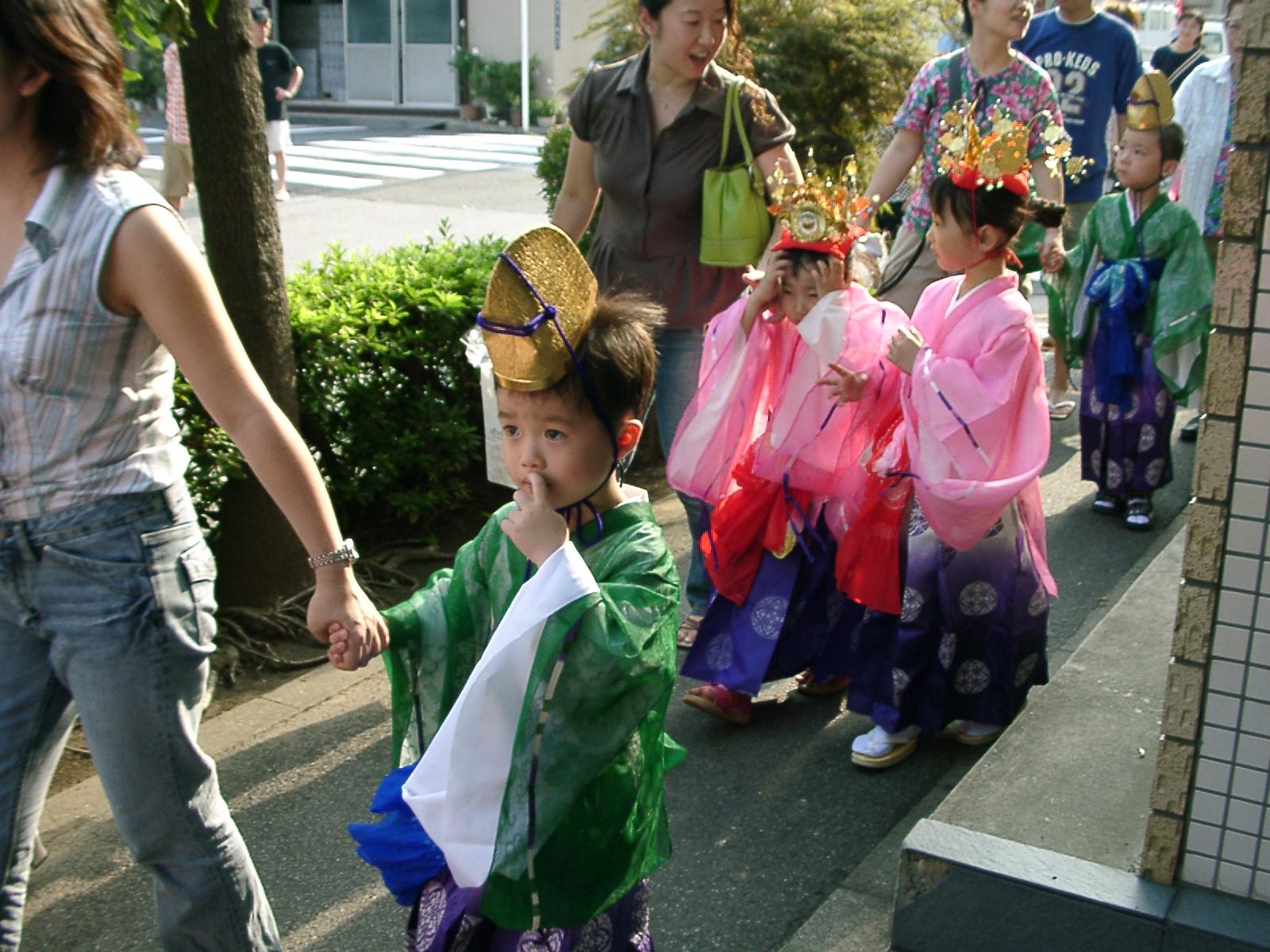
深川神明宫的稚儿行列。（摄于东京都江东区）

在现代日本的传统节日庆典或宗教典礼中，那些身着统一宗教服饰或传统服饰并绘有传统妆容（通常是是浓妆）的男孩女孩（一般都是小学低年级或学龄前儿童）被称为“稚儿”。
不过即便是这些节日或典礼的主持者也不确定参与自己活动的男孩女孩是否能被称为“稚儿”。例如：鹤冈八幡宫例行大祭上的少女、童子和花卷市“花卷节”上的“囃子方”等，他们的妆扮虽然类似稚儿但是主办方并不一定称呼他们为稚儿；而姬路市的“姬路浴衣节”上，即便那些男孩女孩只是身着浴衣（不包括袴）也会被称为稚儿。